# Casa de los Azulejos
La casa de los Azulejos è un edificio coloniale costruito nel XVI secolo che si trova nel centro storico di Città del Messico tra le vie di Madero, 5 di Maggio e la calle Condesa. È molto riconoscibile dall'esterno per via degli azulejos, un tipo di piastrella ceramica smaltata e colorata (tipicamente di azzurro), originaria della città di Puebla. Attualmente ospita un ristorante e negozio Sanborns.

## Galleria d'immagini

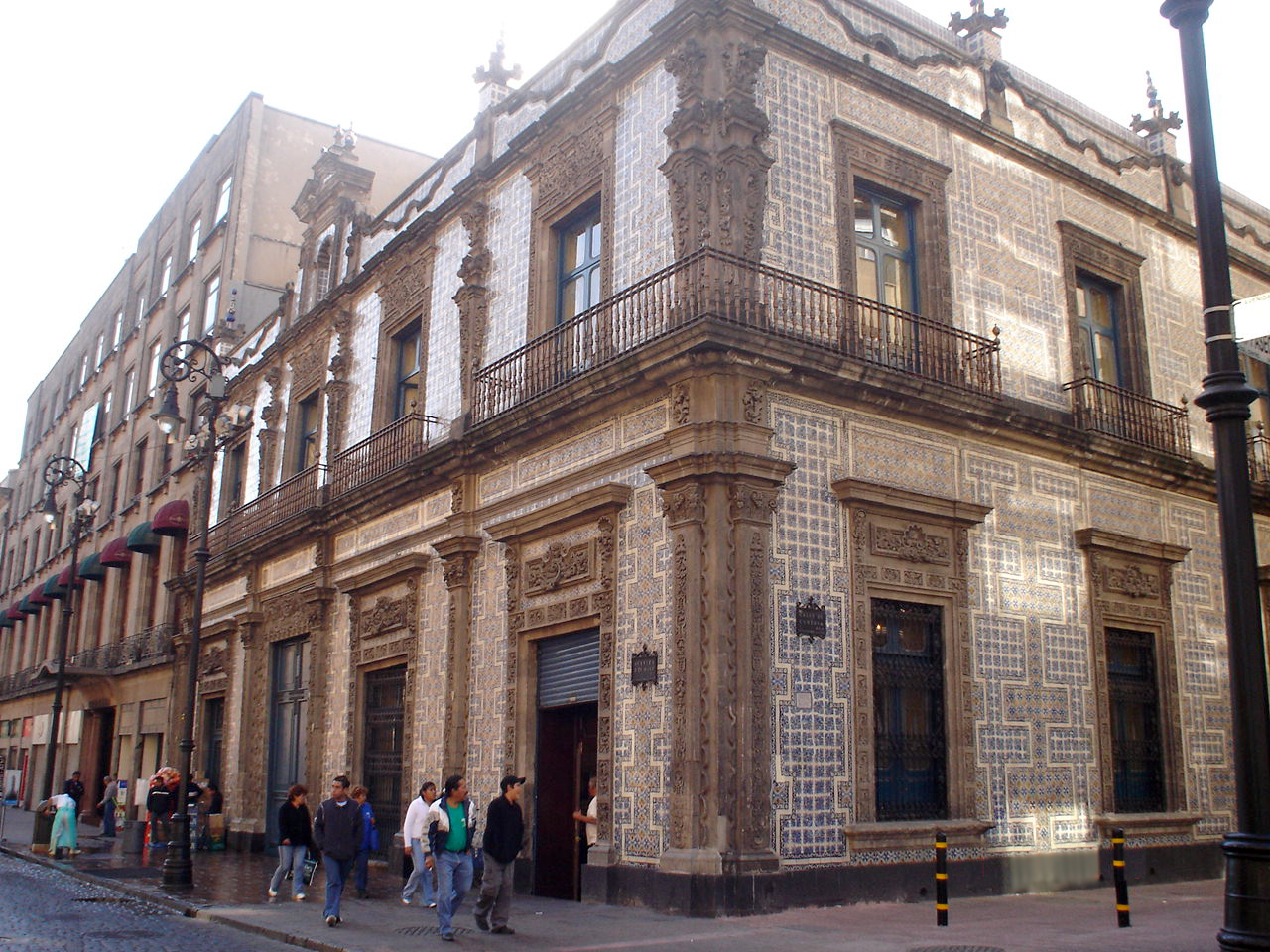
La casa de los Azulejos
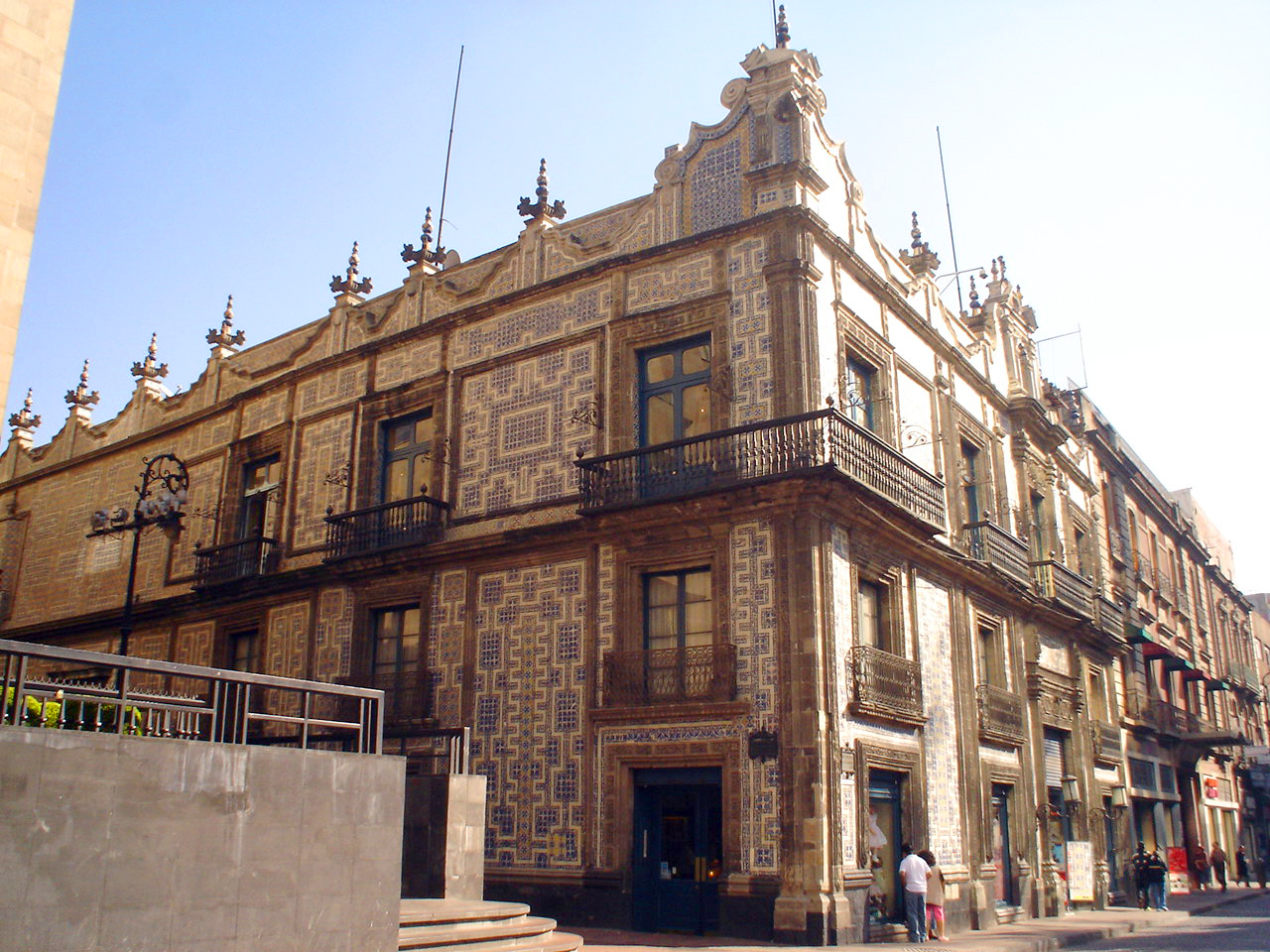
Altra vista della casa
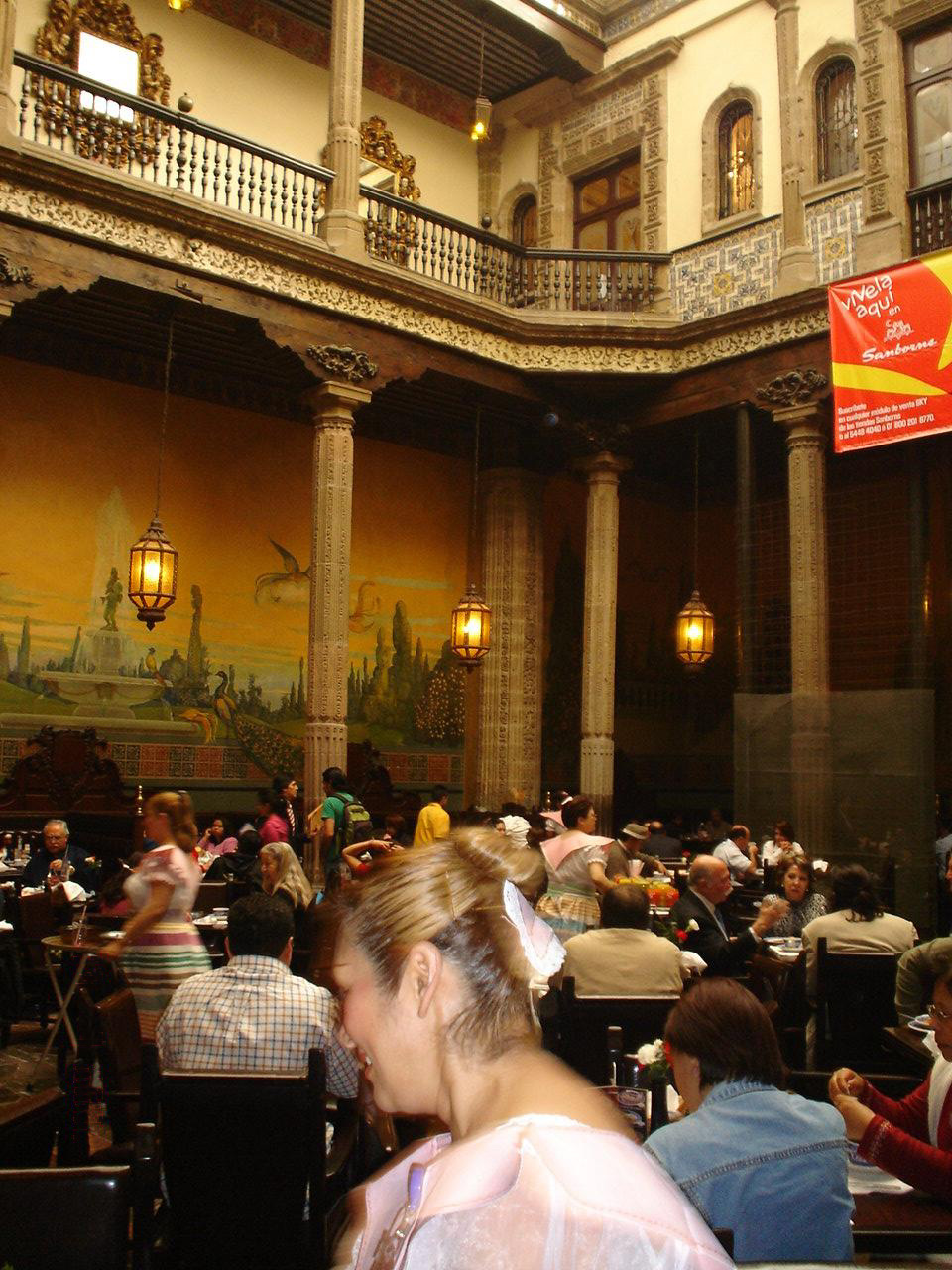
Interno della casa
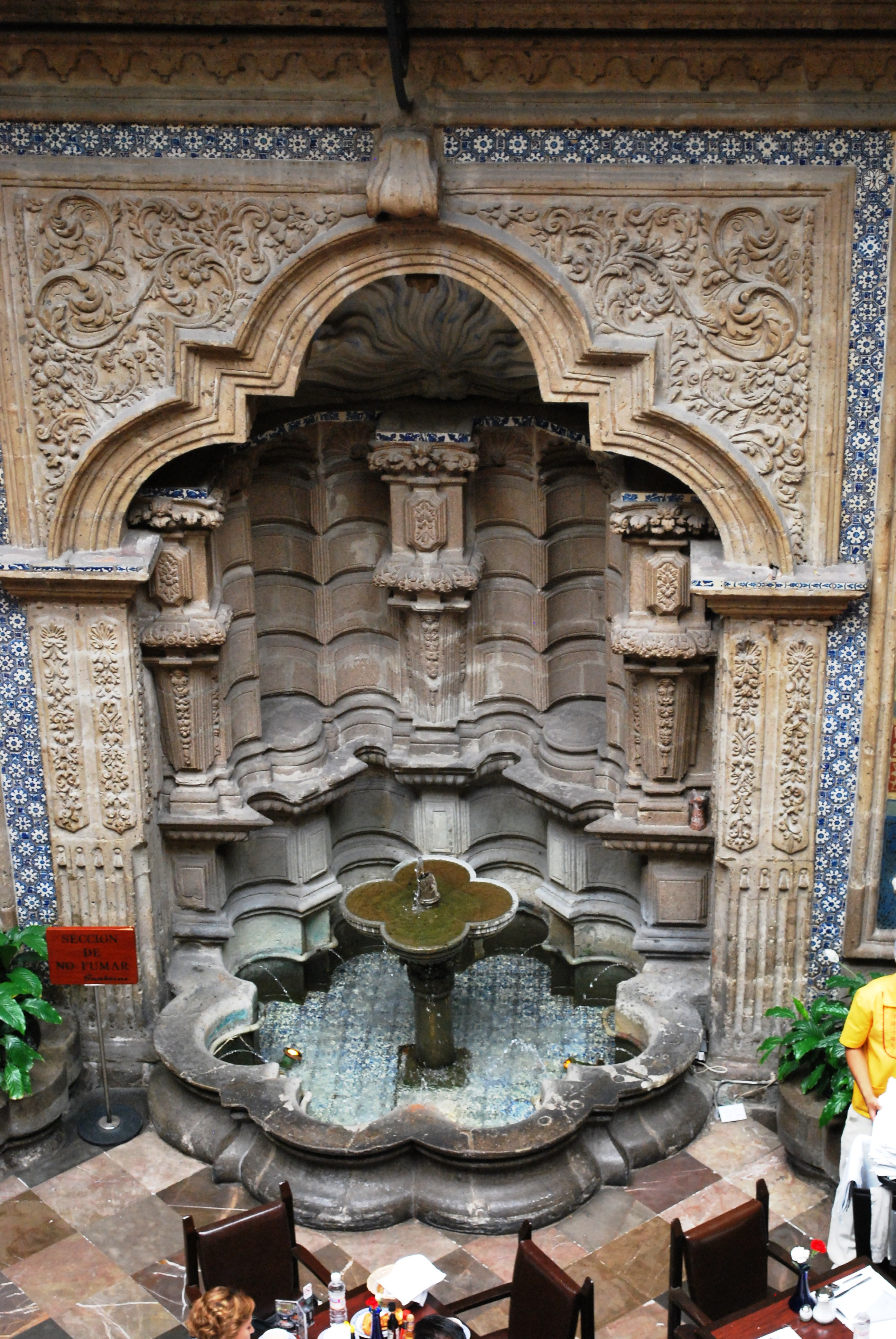
Fontana all'interno della casa
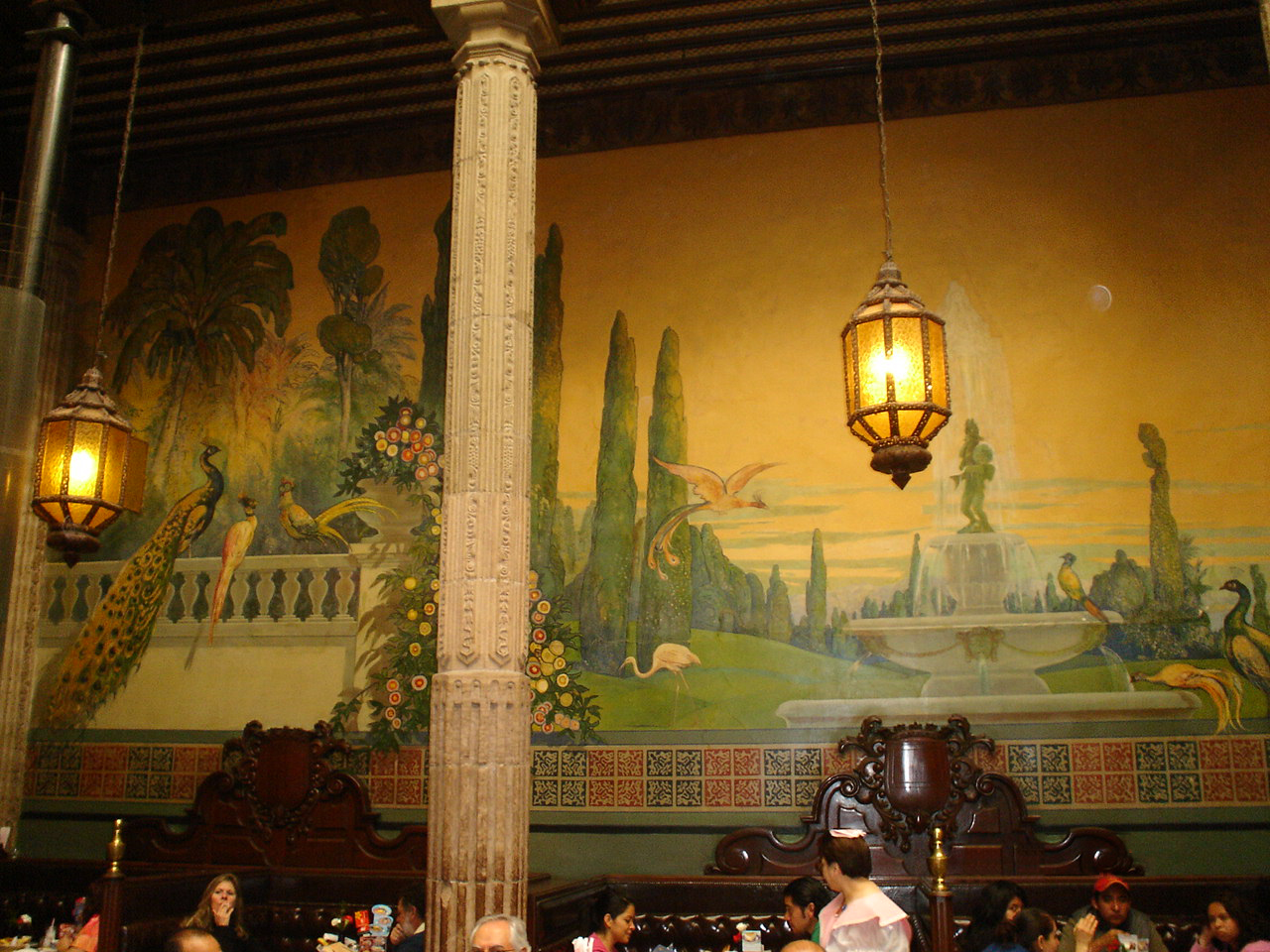
Dipinto murale all'interno della casa
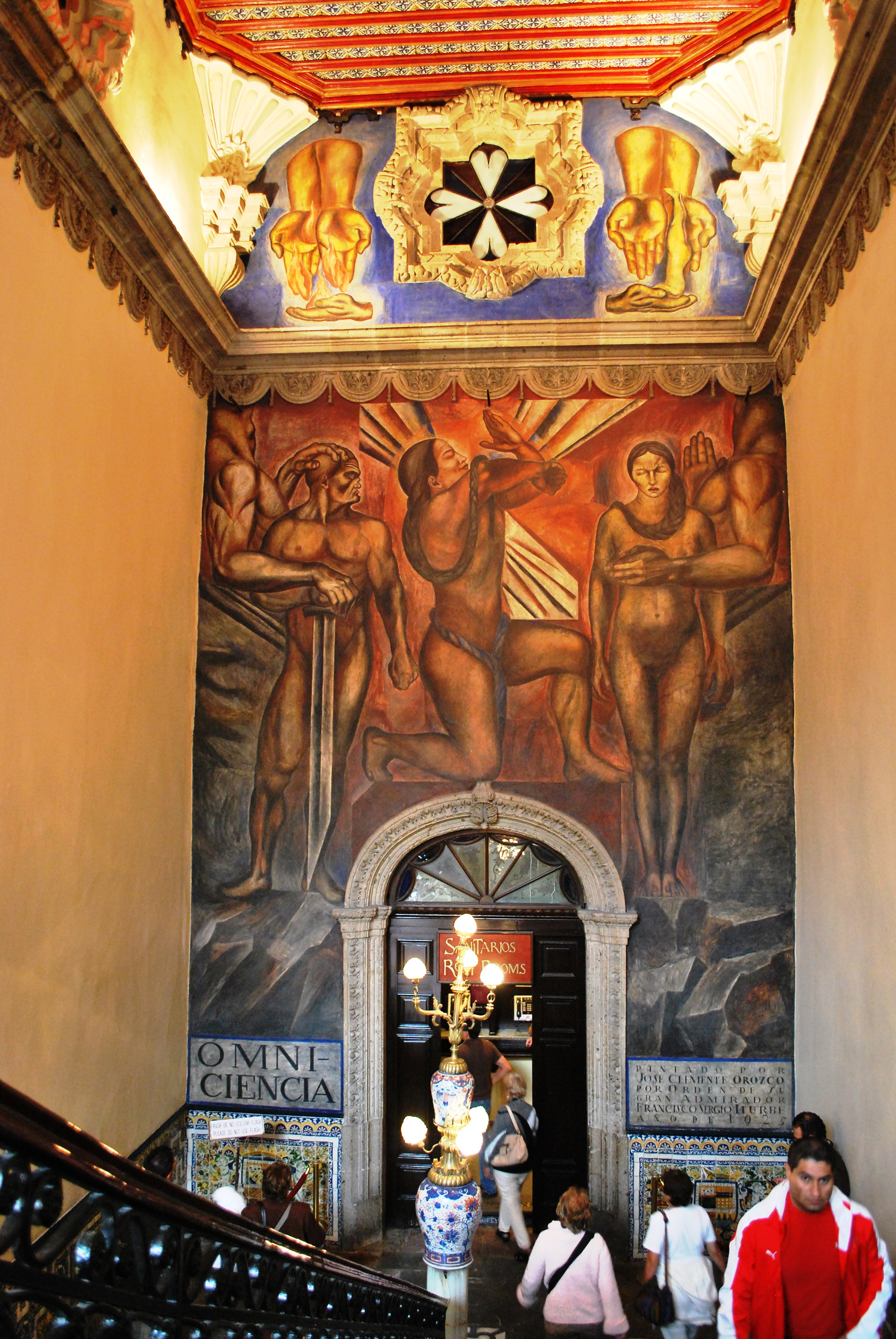
Dipinto murale sulle scale della caffetteria all'interno della casa
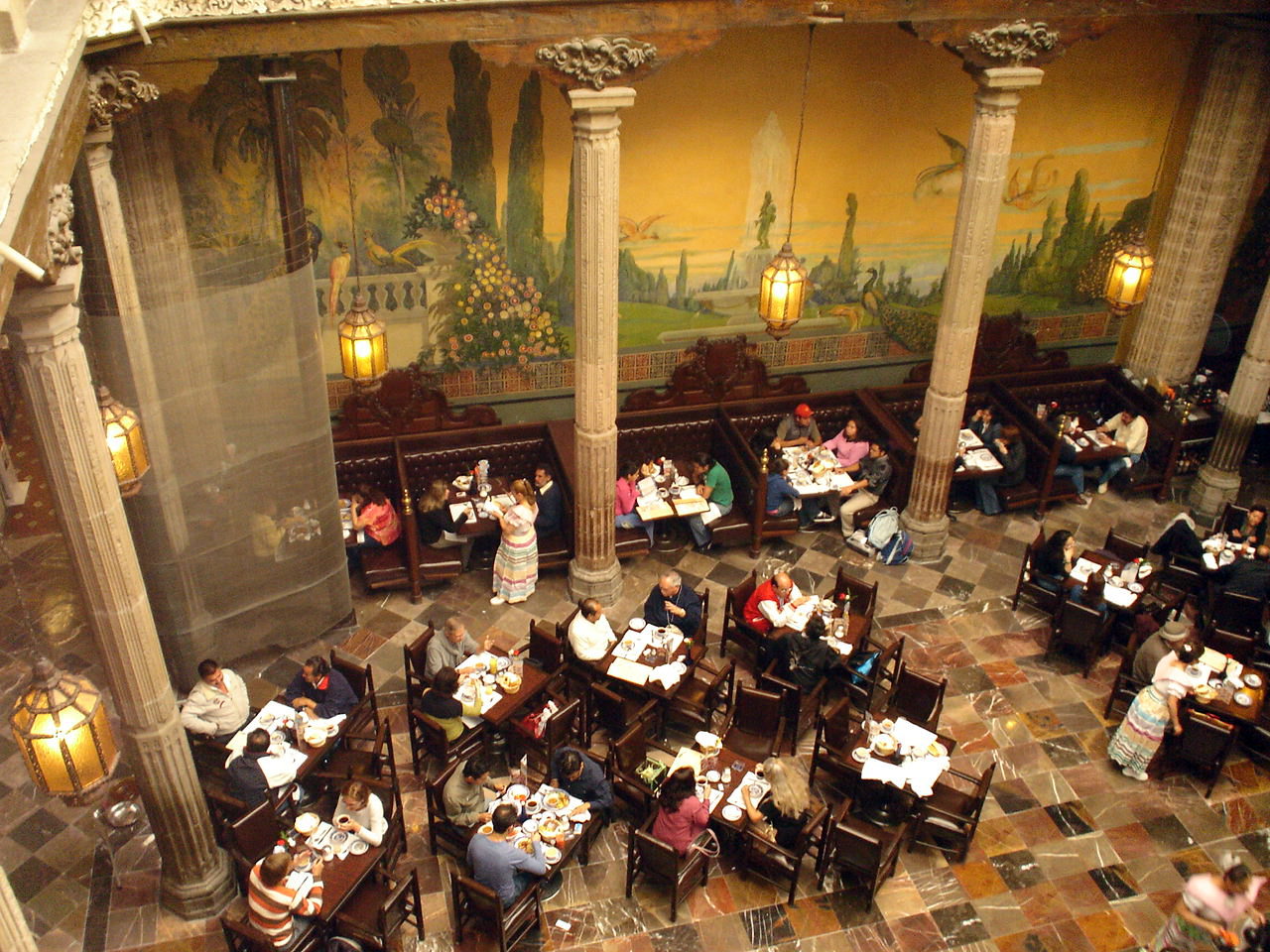
Vista dall'alto dell'interno della casa
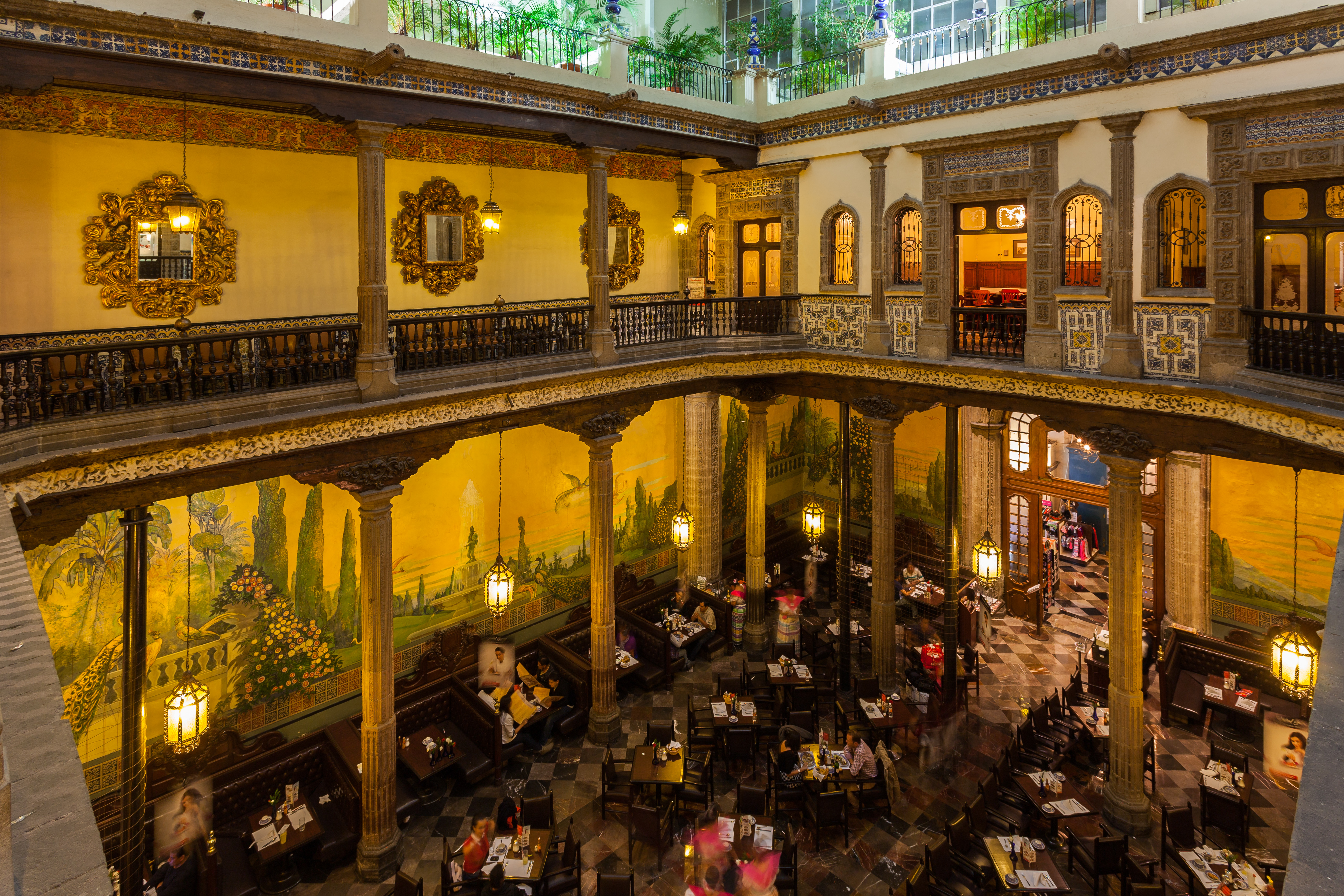
Vista dall'alto dell'interno della casa
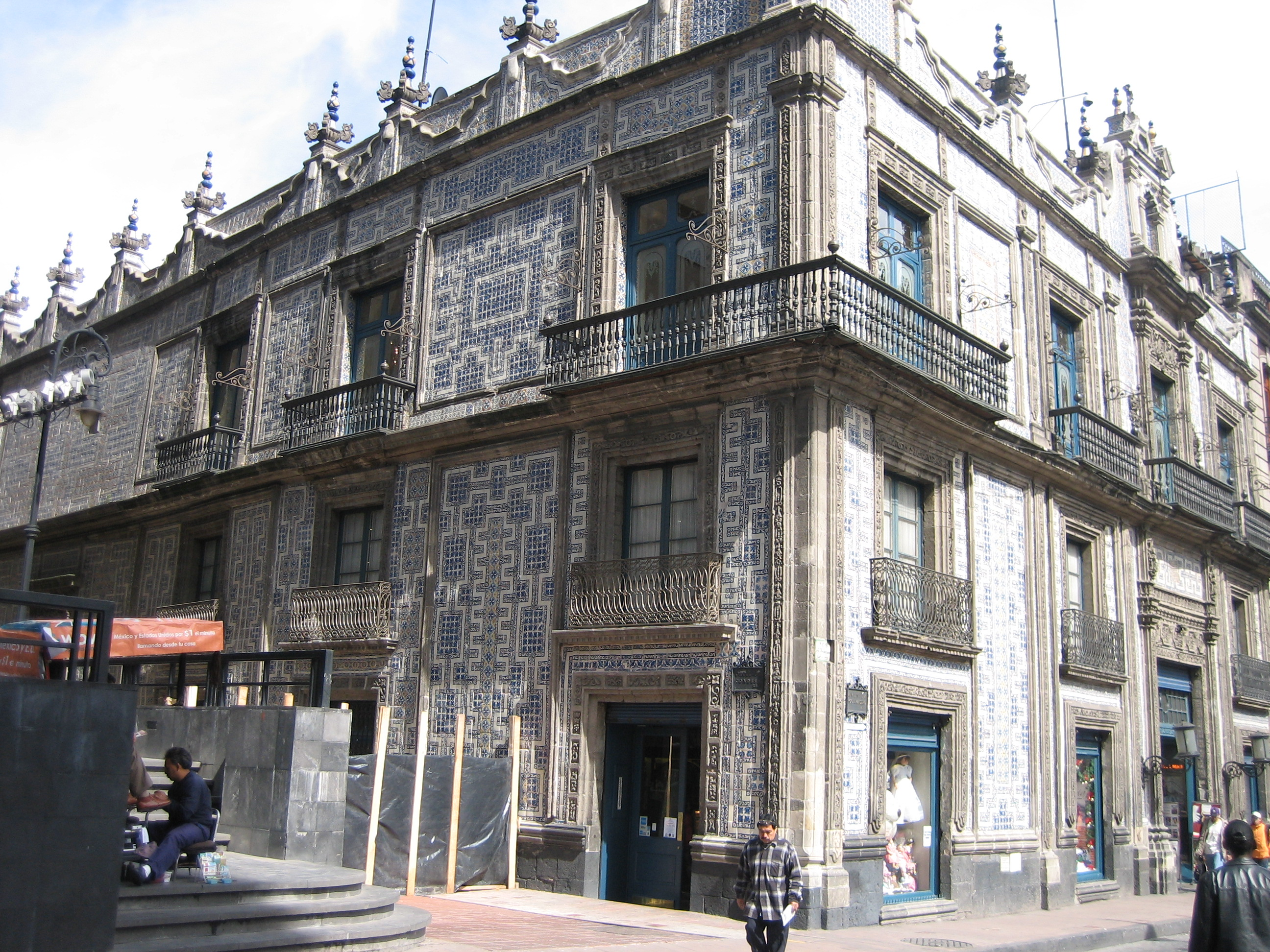
Vista della Casa de los Azulejos